# Toledo Walleye
Toledo Walleye är ett ishockeylag från Toledo, Ohio som spelar i den amerikanska hockeyligan ECHL och är farmarlag till Detroit Red Wings och Chicago Blackhawks i NHL.

## Historia
Ishockeyn kom till Toledo 1947 då Toledo Sports Arena byggdes på privat initiativ för 1,5 miljoner dollar. Samma år ställde man upp i International Hockey League med ett lag vid namn Toledo Mercurys. 1991 beviljades ett lag med namnet Toledo Storm en plats i ECHL. De spelade i ligan 1991–2007 och vann Riley Cup 1993 och 1994. Laget vann även Brabham Cup 1992 och senare 2003.
Eft en två år lång paus återkom Toledo med ett nytt lag, Toledo Walleye, 2009. Samma år stod den nya arenan Huntington Center färdig. Det nya laget blev farmarlag år Detroit Red Wings i NHL och Grand Rapid Griffins i AHL. Laget vann Brabham Cup 2015, 2017 och 2023 samt sin division 2015, 2016, 2017 och 2018. I december 2014 höll ECHL sitt första utomhusevenemang i Toldo med omkring 50 000 åskådare.